# Атанас Кривошиев
Атанас Кривошиев е български военен топограф и картограф от края на XIX век, известен главно с изготвянето на „Карта на България с прилежащите ней държави“, издадена през 1892 г. от издателство "Христо Г. Данов" в печатница на Г. Фрайтаг и Берндт – Виена.

## Биография
За живота и личните данни на Атанас Кривошиев се знае малко. Той е работил като главен топограф към Генералния щаб в София на Българската армия и е участвал в създаването на военни и учебни карти в периода след Освобождението на България.

## Творческа дейност
През 1892 година съставя „Карта на България с прилежащите ней държави“, издадена от Христо Г. Данов, която е една от първите подробни географски карти на новоосвободената българска държава и има широко разпространение в учебния процес и публичния живот.
До неотдавна авторът е известен единствено с инициала „А. Кривошиев“, но благодарение на дигиталната колекция на Народна библиотека „Иван Вазов“ в Пловдив вече е документално потвърдено, че пълното му име е Атанас Кривошиев.

## Значение и влияние
Картите на Атанас Кривошиев са високо ценени за точността и детайлността си, като допринасят за развитието на българската картография и образованието в края на XIX век.